# سید مهدی خاموشی
سید مهدی خاموشی (زادهٔ ۱۳۴۱ در تهران) روحانی شیعه ایرانی است که با حکم رهبر جمهوری اسلامی ایران مسئولیت سازمان‌های مذهبی مختلف را برعهده گرفته است. او از تاریخ ۲۸ مهر ۹۷ به عنوان ریاست سازمان اوقاف و امور خیریه فعالیت می‌کند. او همچنین ریاست هیئت امنای دانشگاه علوم و معارف قرآن کریم و ریاست شورای برنامه‌ریزی مدارس علوم دینی اهل‌سنت ایران را بر عهده دارد. خاموشی رئیس سابق سازمان تبلیغات اسلامی و عضو هیئت امنای این سازمان است.

## زندگی‌شخصی و تحصیلات
سید مهدی خاموشی فرزند سید تقی خاموشی، از مؤسسین هیئت موتلفه اسلامی و نماینده تهران در اولین دوره مجلس شورای اسلامی است.
او دارای مدرک تحصیلی دکترای فقه و حقوق جزا از مدرسهٔ عالی شهید مطهری و سابقه ۱۵ سال درس خارج فقه و اصول حوزه علمیه و تحصیلات حوزوی از سال ۱۳۶۰ است. او از سال ۱۳۸۰ تا سال ۱۳۹۷ عهده‌دار ریاست سازمان تبلیغات اسلامی بود. از سال ۱۳۶۱ تاکنون در مقطع متوسطه تدریس داشته و از سال ۱۳۶۹ تاکنون عضو هیئت علمی دانشگاه است. رساله فوق لیسانس او با موضوع جرم سیاسی در اسلام و رساله دکترای او با عنوان بررسی فقهی و حقوقی اصل قانونی بودن جرائم و مجازات‌ها دفاع شد.

## مقام‌های سیاسی

### شورای عالی انقلاب فرهنگی
خاموشی عضو شورای عالی انقلاب فرهنگی، عضو شورای فرهنگی عمومی و عضو هیئت امنای دفتر تبلیغات اسلامی حوزه علمیه قم است. او از سال ۱۳۶۹ تا ۱۳۸۰ مدیر آموزش متوسطه مدرسه عالی شهید مطهری بود. سید مهدی خاموشی در زمان مسئولیت خود در مدرسه عالی شهید مطهری، زمانی معاون امامی کاشانی بود و طرح دبیرستان‌های علوم و معارف اسلامی را اجرا کرد و بعد با حضورش در سازمان تبلیغات نیز در طی شش سال، سالانه ۱۰ دبیرستان علوم و معارف اسلامی را در کشور راه‌اندازی نمود.

### هیئت امنای سازمان تبلیغات اسلامی
در ۵ شهریور ۱۳۹۷ طی حکم سید علی خامنه‌ای سید مهدی خاموشی به همراه محمد قمی، احمد واعظی، محمدحسین روحانی‌نژاد و محمدرضا فلاح به عنوان اعضای هیئت امنای سازمان تبلیغات اسلامی منصوب شد است.

### رئیس سازمان اوقاف و امور خیریه

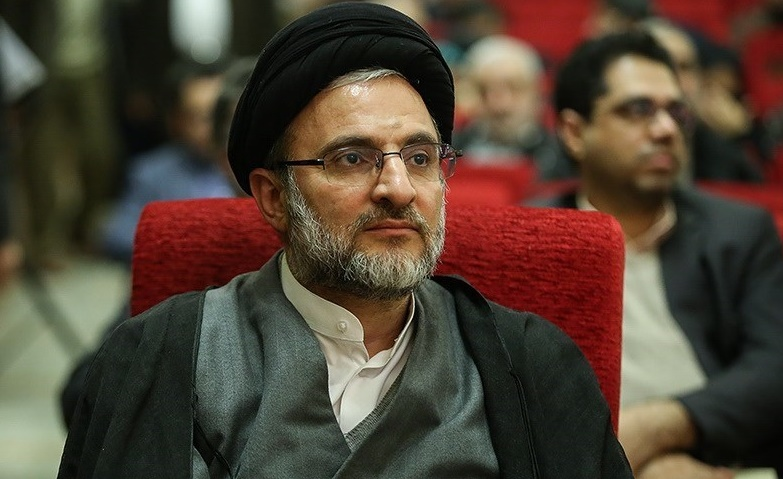
سید مهدی خاموشی در مراسم تاریخ جمهوری اسلامی

خاموشی در ۲۸ مهر ۹۷ با حکم سید عباس صالحی وزیر فرهنگ و ارشاد اسلامی و تأیید سید علی خامنه‌ای رهبر جمهوری اسلامی ایران به عنوان نماینده ولی فقیه و رئیس سازمان اوقاف و امور خیریه کل کشور منصوب شد.

## اتهام واگذاری موقوفات به عروس خاموشی
ابوالفضل امینی‌ها فرزند متولی خانهٔ حسینیه تاریخی امینی‌ها، ضمن تأیید صحت اجاره موقوفات چند صد هکتاری استان قزوین به عروس مهدی خاموشی، گفت: «این اراضی موقوفه ۱۵ هکتاری، به خانم چایچیان واگذار شده درحالی که اجاره بهای ماهانه حدوداً نهصد هزار تومان است. من وقتی روی کار آمدم دیدم این خانم مستأجر ماست، اما به ما فشار می‌آوردند که صدایش را درنیاوریم.»
سازمان اوقاف و امور خیریه در واکنش به این اتهام بیانیه داد و بیان‌کرد: «از آنجایی که عموماً در املاک موقوفه رابطه استیجاری نسبت به عرصه تنظیم می‌گردد لذا نحوه ارزیابی با در نظر گرفتن حقوق و منافع مستأجر موقوفه توسط کارشناس رسمی دادگستری همانند سایر رقبات و املاک لحاظ می‌گردد. مجموعه اوقاف و امور خیریه این حق را برای خود محفوظ می‌دارد که اقدامات قانونی را از مراجع ذیصلاح پیگیری نماید.»حسن لطفی، نماینده رزن و سخنگوی کمیسیون اجتماعی مجلس در گفت وگو با وب سایت نبض بازار پیش‌بینی کرده است که؛ رئیس سازمان اوقاف کشور در بحث پرونده اخیر به کسی پاسخگو نخواهد بود؛